# Čerskij
Čerskij (in russo Черский?), nota prima come Nižnie Kresty (in russo Нижние Кресты?), è un insediamento di tipo urbano situato nella Sacha-Jakuzia, in Russia, sul fiume Kolyma, 1920 chilometri a est dalla capitale del territorio, Jakutsk.
La città ha perso negli ultimi anni circa due terzi della sua popolazione, raggiungendo ora i 2,857 abitanti (dati del censimento del 2010) a confronto dei 11.176 (dati del censimento del 1989). La città dispone di un aeroporto.